# Ганда (муниципалитет)
Ганда (порт. Ganda) — муниципалитет в Анголе, входит в состав провинции Бенгела. Площадь — 4817 км2. Население на 2006 год — 207 625 человек. Плотность населения — 43,1 человек/км2. Крупнейший город — Ганда с населением 26 763 человек.

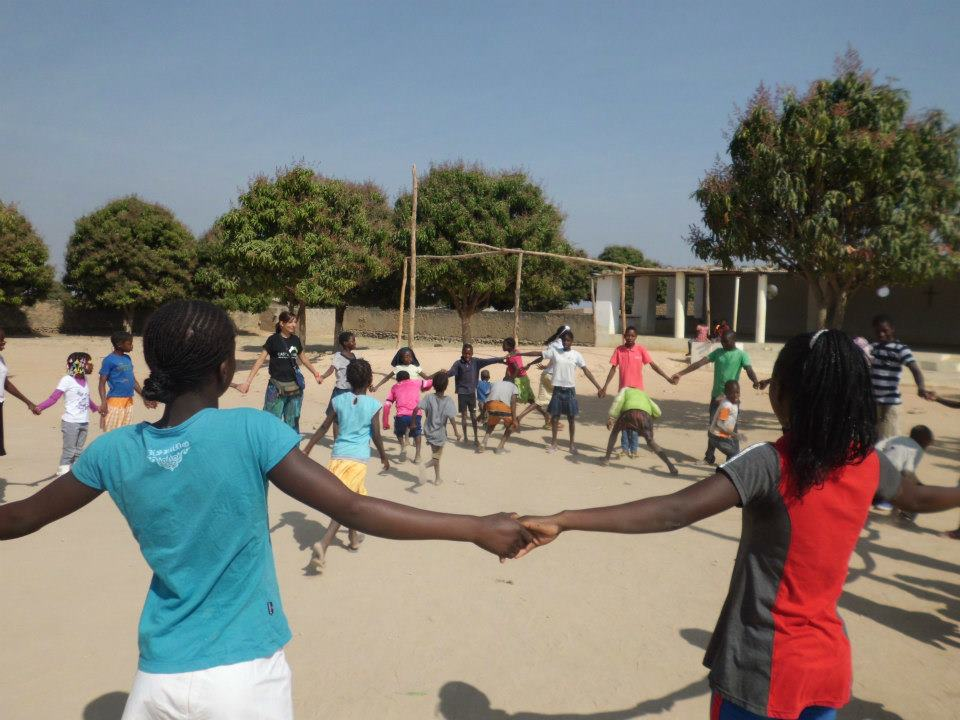
Занятие с детьми в рамках проекта GASTagus